# Alexander Dubček
Alexander Dubček (Uhrovec, 27 november 1921 – Bratislava, 7 november 1992) was een Slowaaks politicus. Tijdens de Praagse Lente (1968-1969) was hij de politiek leider van Tsjecho-Slowakije.

## Leven
Alexander Dubček werd geboren in Uhrovec (Slowakije) op 27 november 1921. Van 1925 tot 1938 woonde hij met zijn ouders in de Sovjet-Unie. Na zijn terugkeer sloot hij zich in 1939, samen met zijn vader, aan bij de illegale Communistische Partij van Slowakije (KSS). In 1944 nam hij deel aan de Slowaakse Nationale Opstand tegen het nazi-regime. Vanaf die tijd werd hij actiever in de KSS.
In 1948 wonnen de communisten de verkiezingen in Tsjecho-Slowakije. Dubček maakte vervolgens carrière: in 1949 werd hij secretaris van de afdeling in Trenčín, van 1951 tot 1954 was hij parlementslid. In 1955 ging hij studeren in Moskou, aan de Politieke Hogeschool. Bij zijn terugkeer in 1958 werd hij lid van zowel het Centraal Comité van de Communistische Partij van Slowakije als het Centraal Comité van de Communistische Partij van Tsjecho-Slowakije (KSČ).
Vanaf 1963 was Dubček lid van het presidium van de KSČ, en in 1968 werd hij als eerste secretaris de facto politiek leider van Tsjecho-Slowakije. In die tijd breekt de Praagse Lente aan, een periode van liberalisatie en het socialisme met een menselijk gezicht. Op 21 augustus 1968 vielen de landen van het Warschaupact Tsjecho-Slowakije binnen om een einde te maken aan de Praagse Lente.
Alexander Dubček trad op 17 april 1969 af als eerste secretaris van de KSČ, en verloor in de loop van 1970 zijn laatste politieke functie. Tot zijn pensioen in 1985 was hij technisch-economisch medewerker bij het Slowaakse Staatsbosbeheer. In die periode onderhield hij contacten met (illegale) oppositie in Tsjecho-Slowakije en uitte meermalen openbaar kritiek op de normalisatie van de samenleving die het communistische regime in die tijd doorvoerde.
Tijdens de Fluwelen Revolutie in november 1989 keerde hij terug in het politieke leven. Hij ondersteunde het Burgerforum van onder anderen Václav Havel. Hij werd gekozen in het federaal parlement en was daar vanaf 28 december 1989 tot juni 1992 voorzitter, eerst als vertegenwoordiger van de VPN (de Slowaakse tegenhanger van het Burgerforum: Openbaarheid tegen Geweld), later namens de Sociaaldemocratische Partij van Slowakije.
Op 7 november 1992 overleed Alexander Dubček in het ziekenhuis aan de gevolgen van een auto-ongeluk enkele maanden eerder in Praag. Speculaties over een opzet om Alexander Dubček te vermoorden werden in een onderzoek ontzenuwd.

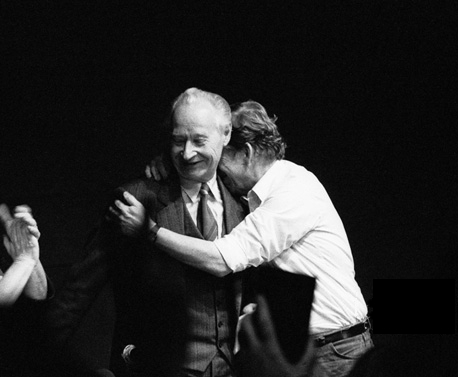
Václav Havel omhelst Dubček (november 1989)
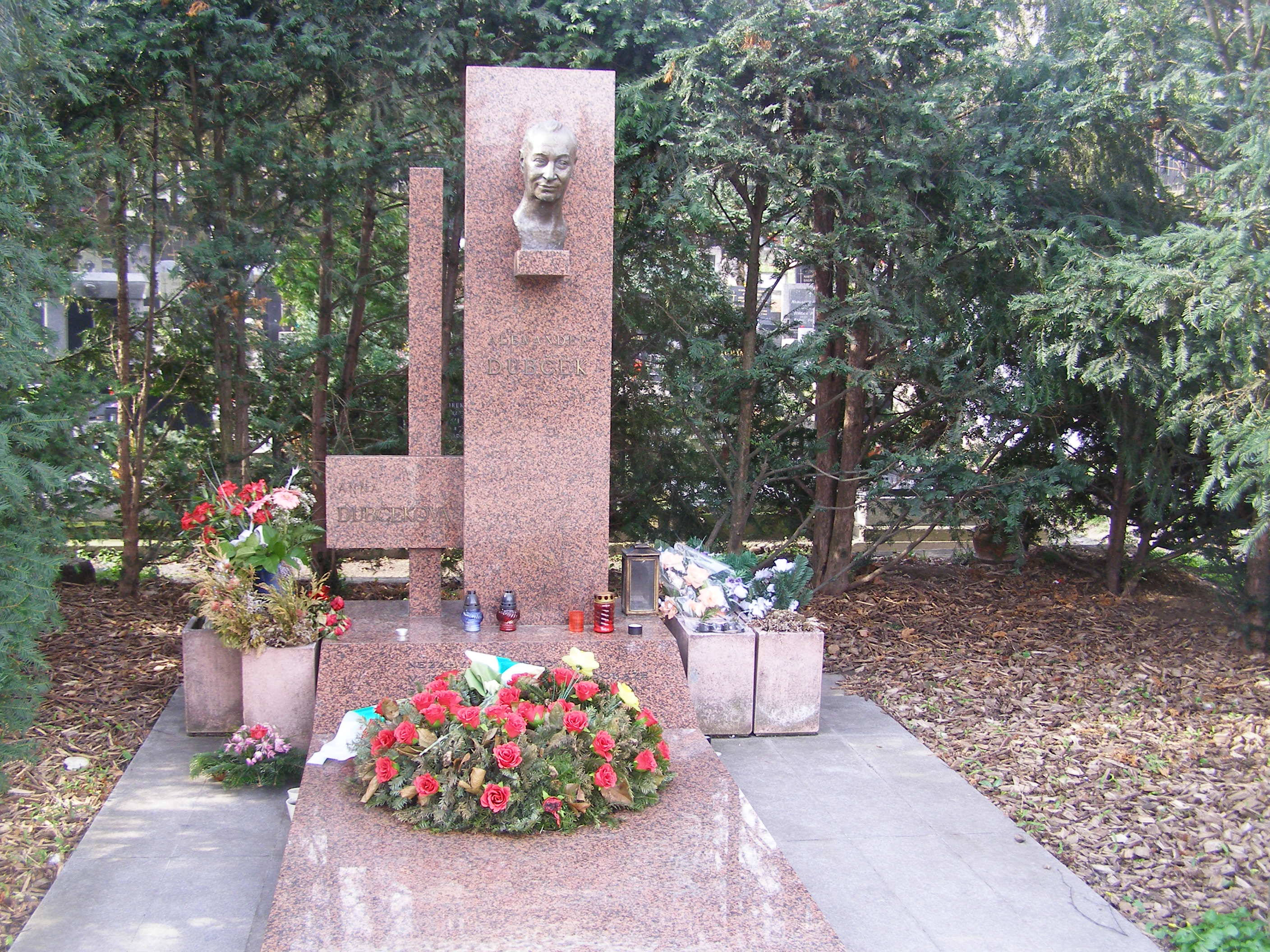
Het graf van Alexander Dubček
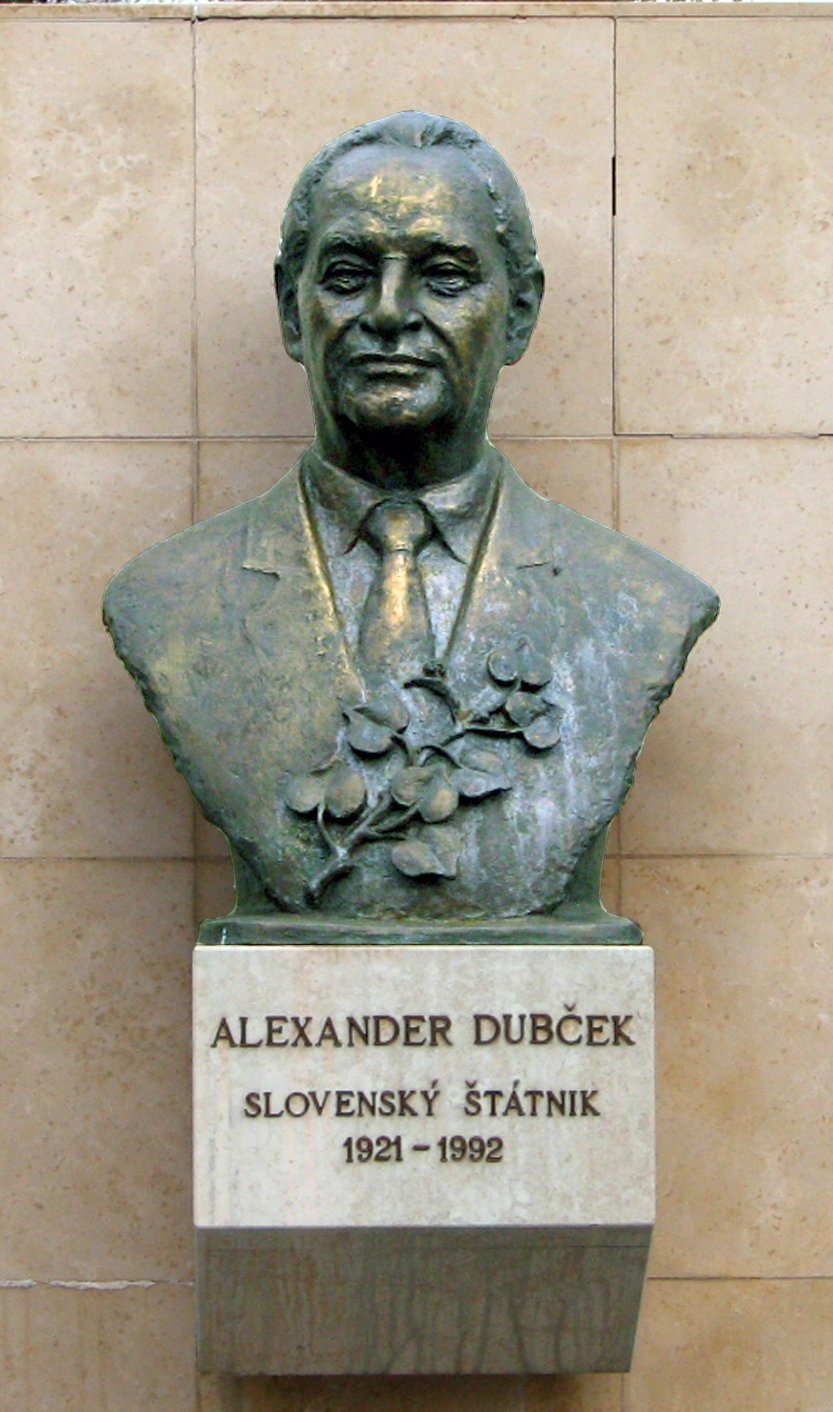
Buste van Dubček bij het gebouw van de Nationale Raad van de Slowaakse Republiek

## Onderscheiding
Dubček ontving in 1989 de Sacharovprijs voor de Vrijheid van Denken van het Europees Parlement. De Sacharovprijs is bestemd voor personen en organisaties die zich wijden aan de bescherming van de rechten en fundamentele vrijheden van de mens.
- Bibsys: 90593170
- Bibliothèque nationale de France: cb12185986h (data)
- Catàleg d'autoritats de noms i títols de Catalunya: 981058511351806706
- CiNii: DA05221641
- Gemeinsame Normdatei: 118527622
- International Standard Name Identifier: 0000 0001 1069 0859
- Library of Congress Control Number: n50023837
- Nationale Bibliotheek van Letland: 000349887
- National Archives and Records Administration: 10581828
- Bibliotheek van het Japanse parlement: 00465819
- Nationale Bibliotheek van Tsjechië: jn19990209161
- Nationale bibliotheek van Australië: 35046836
- Nationale Bibliotheek van Israël: 987007260497305171
- Nationale Bibliotheek van Polen: a0000001178693
- Nationale en Universitaire bibliotheek Zagreb: 000069983
- Nederlandse Thesaurus van Auteursnamen: 070449368
- Réseau des bibliothèques de Suisse occidentale: 02-A003194282
- Istituto Centrale per il Catalogo Unico: RAVV026247
- LIBRIS: 184102
- Système universitaire de documentation: 030447526
- Trove: 811140
- Virtual International Authority File: 68973802
- WorldCat: E39PBJw8X37ryMDhMjRKr669Xd